# Fermión compuesto
Un fermión compuesto es el estado ligado de un electrón y un número par cuantizado de vórtices, a veces visualmente representado como el estado ligado de un electrón y atado a un número par de cuantos de flujo magnético. Los Fermiones compuestos fueron previstos originalmente en el contexto del efecto Hall cuántico, pero posteriormente tuvo una vida propia, exhibiendo muchos otros fenómenos y consecuencias.
Los vórtices son un ejemplo de defecto topológico y también se producen en otras situaciones. Los vórtices cuantizados se encuentran en superconductores de tipo II, llamados vórtices de Abrikósov. Los vórtices clásicos son relevantes para la transición Berezenskii–Kosterlitz–Thouless en dos dimensiones, modelo XY.

## Descripción
Cuando los electrones se limitan a dos dimensiones, enfriados a muy bajas temperaturas y sometidos a un fuerte campo magnético, su energía cinética se apaga debido a la cuantización de nivel de Landau. Su comportamiento bajo tales condiciones se rige solo por la repulsión de Coulomb, y producen un líquido cuántico fuertemente correlacionado. Los experimentos han demostrado que los electrones minimizan su interacción capturando vórtices cuantizados para convertirse en fermiones compuestos. La interacción entre fermiones compuestos sí es a menudo insignificante para una buena aproximación, lo que les hace cuasipartículas físicas de este líquido cuántico.
La calidad de la firma de fermiones compuestos, que es responsable de la otra manera un comportamiento inesperado de este sistema, es que experimentan un campo magnético mucho más pequeño que los electrones. El campo magnético visto por fermiones compuestos está dada por
{\displaystyle B^{*}=B-2p\rho \phi _{0},}
donde {\displaystyle B} es el campo magnético externo, {\displaystyle 2p} es el número de vórtices al fermión compuesto (también llamada la vorticidad o la carga del vórtice del fermión compuesto), {\displaystyle \rho } es la densidad de partícula en dos dimensiones y {\displaystyle \phi _{0}=hc/e} se llama el "cuanto de flujo" (que difiere el cuanto de flujo superconductor por un factor de dos). El campo magnético efectivo es una manifestación directa de la existencia de fermiones compuestos y también incorpora una distinción fundamental entre electrones y fermiones compuestos.
A veces se dice que electrones "absorben" {\displaystyle 2p} cuantos cada uno para transformarse en fermiones compuestos y los fermiones compuestos experimentan el flujo del campo magnético residual {\displaystyle B^{*}.} con mayor precisión, los vórtices a electrones producen sus propias fases geométricas que cancelan parcialmente la fase Aharonov–Bohm, debido al campo magnético externo para generar una fase geométrica neta que puede ser modelada como una fase de Aharonov–Bohm en un campo magnético efectivo {\displaystyle B^{*}.}
El comportamiento de los fermiones compuestos es similar a la de los electrones en un campo magnético efectivo {\displaystyle B^{*}.} Los electrones forman niveles de Landau en un campo magnético, y el número de niveles llenos de Landau se llama el factor de relleno, dado por la expresión {\displaystyle \nu =\rho \phi _{0}/B.} Los fermiones compuestos forman niveles cuasi-Landau en el campo magnético efectivo {\displaystyle B^{*},} que se denomina niveles de Landau del fermión compuesto {\displaystyle \Lambda }. Se define el factor de relleno para fermiones compuestos como {\displaystyle \nu =\rho \phi _{0}/|B^{*}|.} Esto da la siguiente relación entre el electrón y el factor de relleno del fermión compuesto
{\displaystyle \nu ={\frac {\nu ^{*}}{2p\nu ^{*}\pm 1}}.}
El signo menos se produce cuando el campo magnético efectivo es antiparalelo al campo magnético aplicado, que ocurre cuando la fase geométrica de los vórtices compensan la fase de Aharonov–Bohm.

## Manifestaciones experimentales
La declaración principal de la teoría de fermión compuesto es que los electrones fuertemente correlacionados en un campo magnético {\displaystyle B} (o factor de relleno {\displaystyle \nu }) convierten en débiles las interacciones de fermiones compuestos en un campo magnético {\displaystyle B^{*}} (o factor de relleno de fermión compuesto {\displaystyle \nu ^{*}}). Esto permite una explicación con una sola partícula --- de lo contrario compleja---, del comportamiento de muchos cuerpos, con la interacción entre electrones que se manifiesta con una energía cinética efectiva de fermiones compuestos. Estos son algunos de los fenómenos derivados de fermiones compuestos:

### Mar de Fermi
El campo magnético efectivo para fermiones compuestos se desvanece para {\displaystyle B=2p\rho \phi _{0}}, donde el factor de relleno para fermiones compuestos es {\displaystyle \nu =1/2p}. Aquí, los fermiones compuestos hacen un mar de Fermi. El mar de Fermi se ha observado en una serie de experimentos, que también miden el vector de onda de Fermi.

### Órbitas de ciclotrón
Cuando el campo magnético se mueve un poco más a {\displaystyle B^{*}=0}, los fermiones compuestos ejecutan órbitas semiclásicas de ciclotrón. Estas han sido observadas por acoplamiento a las ondas acústicas superficiales, picos de resonancia en Night dopante, y enfoque magnético. El radio de las órbitas de ciclotrón corresponde al campo magnético efectivo {\displaystyle B^{*}=0} y a veces es un orden de magnitud o más grande que el radio de la órbita del ciclotrón de un electrón en el campo magnético aplicado externamente {\displaystyle B}. También, la dirección de trayectoria observada es contraria a la de los electrones cuando {\displaystyle B^{*}} es antiparalelo a {\displaystyle B}.

### Resonancia de ciclotrón
Además de las órbitas de ciclotrón, la resonancia de ciclotrón de fermiones compuestos también ha sido observada por fotoluminiscencia.

### Oscilaciones Shubnikov de Haas
Como el campo magnético se modifica a más que {\displaystyle B^{*}=0}, se observan oscilaciones de cuanto que son periódicas en {\displaystyle 1/B^{*}.} Estas son oscilaciones de Shubnikov–de Haas de fermiones compuestos. Estas oscilaciones surgen de la cuantización semiclásica de las órbitas de ciclotrón de fermiones compuestos, hacia fermones compuestos en niveles de Landau. Desde el análisis de los experimentos de Shubnikov de Haas, uno puede deducir la masa efectiva y la duración de cuanto de fermiones compuestos.

### Efecto Hall cuántico entero
Con aumento en {\displaystyle |B^{*}|} o disminución de la temperatura y el desorden, los fermiones compuestos presentan el efecto Hall cuántico entero. El relleno cuántico entero de fermiones compuestos, {\displaystyle \nu ^{*}=n}, corresponden al relleno de electrones 
{\displaystyle \nu ={\frac {n}{2pn\pm 1}}.}
Combinado con 
{\displaystyle \nu =1-{\frac {n}{2pn\pm 1}},}
que se obtienen mediante la fijación de vórtices a los agujeros en el nivel más bajo de Landau, constituyen las secuencias prominentes observadas de fracciones. Ejemplos son
{\displaystyle {n \over 2n+1}={1 \over 3},\,{2 \over 5},\,{3 \over 7},\,{4 \over 9},\,{5 \over 11},\cdots }
{\displaystyle {n \over 2n-1}={2 \over 3},\,{3 \over 5},\,{4 \over 7},\,{5 \over 9},\,{6 \over 11},\cdots }
{\displaystyle {n \over 4n+1}={1 \over 5},\,{2 \over 9},\,{3 \over 13},\,{4 \over 17},\cdots }
Así se explica el efecto Hall cuántico de electrones, como el efecto Hall cuántico entero de fermiones compuestos. Esto resulta en mesetas de Hall cuántico fraccionario en
{\displaystyle R_{H}={h \over \nu e^{2}},}
con {\displaystyle \nu } dada por encima de los valores cuantizados. Estas secuencias terminan en el mar de Fermi de fermión compuesto. Tenga en cuenta que las fracciones tienen denominadores impares, que se desprenden de la vorticidad, incluso de fermiones compuestos.

### Efecto Hall cuántico fraccionario
Las secuencias anteriores satisfacen casi la mayoría de las fracciones observadas. Otras fracciones se han observado, que surgen de una débil interacción residual entre fermiones compuestos, y por lo tanto son más delicadas. Un conjunto de estos, se entiende como el efecto cuántico de Hall de fermiones compuestos. Por ejemplo, el efecto Hall cuántico de fermiones compuestos en {\displaystyle \nu ^{*}=4/3} produce la fracción 4/11, que no pertenece a las secuencias primarias.

### Superconductividad
Una fracción de denominador par, {\displaystyle \nu =5/2,} se ha observado. Aquí el segundo nivel de Landau está medio lleno, pero el estado no puede ser un mar de Fermi de fermiones compuestos, porque el mar de Fermi es continuo y muestra el efecto Hall cuántico. Este estado es visto como un "superconductor" de fermión compuesto, derivado de una débil interacción atractiva entre fermiones compuestos en este factor de relleno. El emparejamiento de fermiones compuestos abre una brecha y produce un efecto Hall cuántico.

### Excitones
Las excitaciones neutras de diversos estados de Hall cuántico fraccionario, son excitones de fermiones compuestos, es decir, pares hueco-partícula de fermiones compuestos. La dispersión de energía de estos excitones se ha medido por la dispersión de la luz y dispersión de fonón.

### Espín
En campos magnéticos intensos se congela el giro de fermiones compuestos, pero se observa en los campos magnéticos relativamente bajos. El diagrama de ventilador de los niveles de Landau de fermión compuesto ha sido determinado por transporte, y muestra niveles de Landau de fermión compuesto espín-arriba y espín-abajo. El Hall cuántico fraccionario, también como el mar de Fermi de fermión compuesto, también son parcialmente polarizados para relativamente pequeños campos magnéticos de espín.

### Campo magnético efectivo
El campo magnético efectivo de fermiones compuestos ha sido confirmado por la similitud de los efectos Hall cuántico fraccionario y entero, observación del mar de Fermi a nivel de Landau medio lleno y mediciones del radio de ciclotrón.

### Masa
Se ha determinado la masa de fermiones compuestos a partir de mediciones de: la energía efectiva de ciclotrón de fermiones compuestos; la dependencia de temperatura de las oscilaciones Shubnikov–de Haas; la energía de resonancia de ciclotrón; la polarización de espín del mar de Fermi; y las transiciones de fase cuántica entre estados con polarizaciones de espín diferente. Su valor típico en sistemas de GaAs es del orden de la masa del electrón en el vacío. (Está relacionado con la masa de la banda de electrones en GaAs, que es 0.07 de la masa del electrón en el vacío).

## Formulaciones teóricas
Gran parte de la fenomenología experimental, puede entenderse desde la imagen cualitativa de fermiones compuestos en un campo magnético efectivo. Además, los fermiones compuestos también conducen a una teoría microscópica detallada y precisa de este líquido cuántico. Dos enfoques han demostrado ser útiles.

### Funciones de onda prueba
Las siguientes funciones de onda de prueba encarnan la física del fermión compuesto: 
{\displaystyle \Psi _{\nu }^{\rm {FQHE}}=P\;\;\Psi _{\nu ^{*}}^{\rm {IQHE}}\prod _{j<k=1}^{N}(z_{j}-z_{k})^{2p}}
Aquí {\displaystyle \Psi _{\nu }^{\rm {FQHE}}} es la función de onda de interacción de electrones en el factor de relleno {\displaystyle \nu }, {\displaystyle \Psi _{\nu ^{*}}^{\rm {IQHE}}} es la función de onda para los electrones que interactúan débilmente en {\displaystyle \nu ^{*}}, {\displaystyle N} es el número de electrones o fermiones compuestos, {\displaystyle z_{j}=x_{j}+iy_{j}} es la coordenada de la {\displaystyle j}-ésima partícula, y {\displaystyle P} es un operador que proyecta la función de onda en el más bajo nivel de Landau. Esto proporciona una asignación explícita entre los efectos Hall cuántico entero y fraccionario. La multiplicación por {\displaystyle \prod _{j<k=1}^{N}(z_{j}-z_{k})^{2p}}, une {\displaystyle 2p} vórtices a cada electrón para convertirlo en un fermión compuesto. El lado derecho se interpreta así como describiendo fermiones compuestos en factor de llenado {\displaystyle \nu ^{*}}. La asignación anterior da funciones de onda para ambos estados, el base y el excitado, de los estados Hall cuántico en términos de las funciones de onda conocidas correspondientes a la cuántica integral de estados Hall excitados. Este último no contiene ningún parámetro ajustable para {\displaystyle \nu ^{*}=n}, por lo que las funciones de onda fraccionaria no contienen ningún parámetro ajustable en {\displaystyle \nu =n/(2pn\pm 1)}. 
Las comparaciones con resultados exactos muestran que estas funciones de onda son cuantitativamente precisas. Pueden ser utilizados para calcular una serie de cantidades medibles, tales como los resquicios de excitación y las dispersiones del excitón, el diagrama de fases de fermiones compuestos con espín, el fermión compuesto, masa, etc. Para {\displaystyle \nu ^{*}=1} se reducen a la función de onda Laughlin en rellenos {\displaystyle \nu =1/(2p+1)}.

### Teoría de campo de Chern–Simons
Otra formulación de la física del fermión compuesto es a través de una teoría de campo de Chern–Simons, en donde el cuanto de flujo se adjunta a los electrones por una transformación de gauge singular. En la media se recupera la aproximación de campo de la física de fermiones libres en un campo efectivo. La teoría de perturbaciones en el nivel de la aproximación de fase aleatoria captura muchas de las propiedades de fermiones compuestos.